# Narc (videogioco)
Narc è un videogioco arcade del 1988 sviluppato da Williams Electronics. Il gioco ha ricevuto diverse conversioni, tra cui una versione per Nintendo Entertainment System realizzata da Rare, ed è incluso nella raccolta Midway Arcade Treasures 2.
Nel 2005 Midway ha pubblicato un remake del titolo. Una cover del tema musicale del gioco è inclusa nel singolo Planet of Sound dei Pixies.